# Learjet
Learjet es una compañía con sede en Wichita, Kansas, Estados Unidos, que produce jets de negocios para uso civil y militar. Fue fundada en 1960 por William Powell Lear bajo el nombre de Swiss American Aviation Corporation. La compañía fue creada para fabricar un reactor de altas prestaciones para el transporte de altos ejecutivos y de que por similitud, tamaño y características fuera posible reducir el coste del diseño empleando elementos de aviones de caza ya existentes, resultando en principio el conocido como Learjet 23 (SAAC-23). Actualmente es una subsidiaria de la empresa canadiense Bombardier y sus productos se designan como «Bombardier Learjet Family».

## Historia
Convertida en símbolo del «jet de negocios» en sus inicios, todo comenzó cuando Lear fijó su atención en el cancelado intento de la compañía de aviación suiza FFA (Flug und Fahrzeugwerke) de construir un nuevo caza de combate y apoyo al suelo, el FFA P-16, en 1955. El proyecto fracasó y para 1960 todo intento de fabricar el avión cesó por completo, pero la estructura básica de la aeronave fue vista por Bill Lear y su equipo como un buen punto de arranque para desarrollar un birreactor ejecutivo. De hecho, las alas y el tren de aterrizaje de los primeros Learjet cambiaron muy poco en relación con las usadas en los prototipos del avión de combate suizo. La maquinaria para construir el avión fue comprada y trasladada a Wichita, Kansas, en los Estados Unidos, en 1962.
En 1963 la compañía fue rebautizada como la Learjet Corporation.
El Learjet 23 original tenía de seis a ocho asientos, y voló por primera vez el 7 de octubre de 1963, y el primer modelo de producción se lanzó al mercado en octubre de 1964. Le siguieron muchos otros modelos, como los Learjet 24 y 25 que volaron por primera vez en 1966. Ese mismo año la compañía cambió otra vez de nombre, esta vez a Learjet Industries Inc.
En 1967 todos los intereses de Bill Lear en la compañía (era propietario de aproximadamente el 60% de la misma) fueron adquiridos por la Gates Rubber Company de Denver, Colorado, en los Estados Unidos, aunque él permaneció en la Junta Directiva hasta 1969. Más tarde, en 1969, la compañía fue fusionada con Gates Aviation y en 1970 cambió su nombre a Gates Learjet Corporation.
Para 1974, la flota mundial de Learjet había pasado la marca de un millón de horas de vuelo y en 1975 la compañía produjo su aparato número 500. En ambos rubros, fueron el primer fabricante en alcanzar esas cifras. Para finales de 1976, la compañía había incrementado el número de aparatos fabricados a diez al mes. 
En 1984, la Gates Learjet Corporation anunció el inicio de su División Aeroespacial, una empresa de alta tecnología, pero para fines de ese mismo año cesaron la producción de jets comerciales para intentar reducir sus inventarios. En febrero de 1986 la sede de la compañía fue trasladada a Tucson, Arizona, Estados Unidos, y la producción fue reiniciada tanto en Wichita como en Tucson.
En 1987, la Gates Learjet Corporation fue adquirida por Integrated Acquisition, Inc. y al año siguiente el nombre volvió a Learjet Corporation. Para enero de 1989, toda la producción se trasladó de Tucson a las instalaciones de Wichita. Tucson sigue siendo el principal centro de servicio para Learjets. En 1990 Bombardier Aerospace compró la Learjet Corporation.
Los modelos más recientes de aeronaves Learjet tienen mayor capacidad y más autonomía de vuelo, son producidos por Bombardier y comercializados como la «Familia Bombardier Learjet».

## Aeronaves producidas
- Learjet 23 – (Lear Jet)
- Learjet 24 – (Lear Jet & Gates Learjet)
- Learjet 25 – (Lear Jet & Gates Learjet)
- Learjet 28 – (Gates Learjet)
- Learjet 29 – (Gates Learjet)
- Learjet 31 – (Lear Jet & Gates Learjet)

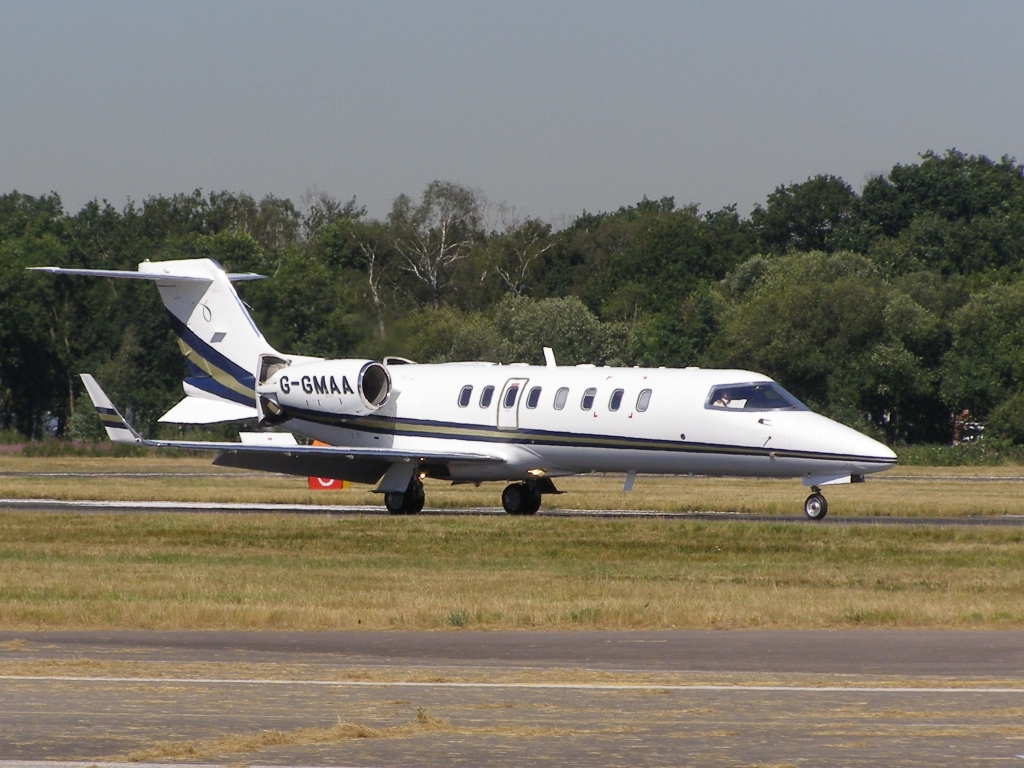
Learjet 45 de Gama Aviation en Farnborough, Inglaterra.

- Learjet 35 – (Learjet, Gates Learjet & Shin Meiwa).
- Learjet 36 – (Gates Learjet).
- Learjet 40 – (Learjet)
- Learjet 45 – (Learjet)
- Learjet 55 – (Gates Learjet)
- Learjet 60 – (Learjet)
- Learjet 85 – (Learjet)